# كوداكية مشطية
كوداكية مشطية (الاسم العلمي: Codakia pectinella) هي نوع من الرخويات تتبع جنس الكوداكية من فصيلة اللوسينات.